# Асуажу-де-Жос
Асуажу-де-Жос (рум. Asuaju de Jos) — село у повіті Марамуреш в Румунії. Входить до складу комуни Асуажу-де-Сус.
Село розташоване на відстані 410 км на північний захід від Бухареста, 30 км на південний захід від Бая-Маре, 89 км на північ від Клуж-Напоки.

## Населення
За даними перепису населення 2002 року у селі проживали 604 особи.
Національний склад населення села:
| Національність | Кількість осіб | Відсоток |
| -------------- | -------------- | -------- |
| румуни         | 596            | 98,7%    |
| угорці         | 7              | 1,2%     |

Рідною мовою назвали:
| Мова      | Кількість осіб | Відсоток |
| --------- | -------------- | -------- |
| румунська | 599            | 99,2%    |
| угорська  | 5              | 0,8%     |